# 西漁涌

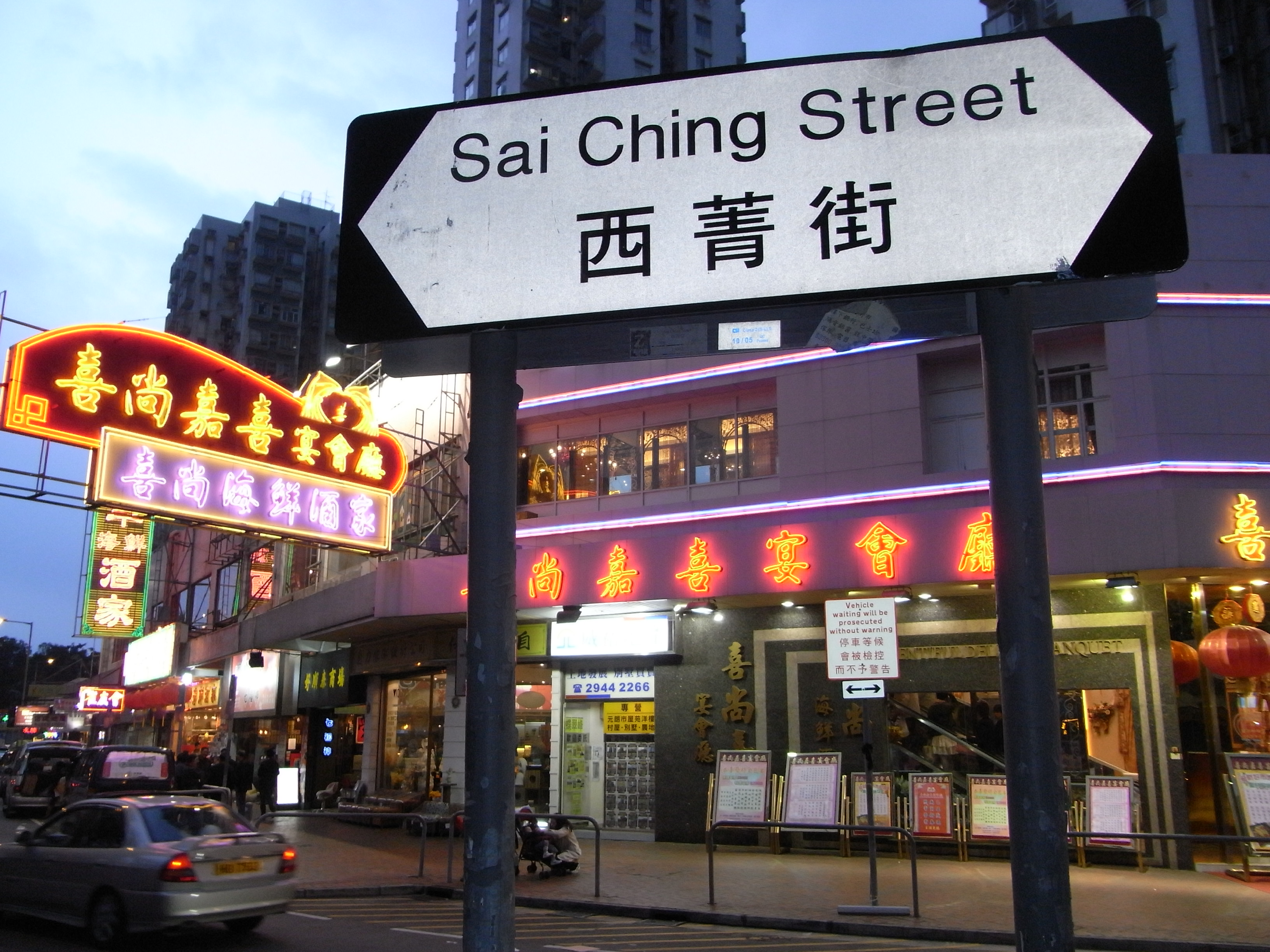
西菁街是現今西漁涌的主要道路

西漁涌（又名西魚涌，英語：Sai Yue Chung）是位於香港元朗中部的一個地方，可指教育路以南、大棠路以西、大陂頭和馬田村以東、大旗嶺以北的地方。

## 歷史
西漁涌原是一片沿山貝河東面河畔而建的水田。隨著1950年代初元朗新墟的擴展，靠近大棠路一側首先繁榮起來，西漁涌成為一片木屋、商鋪、工場、稻田交織的地方。貫通西漁涌村的主路是西漁涌路，該路由大棠路合益街市路口（現今合益廣場）延伸至馬田橋頭，是馬田村、田寮村、山廈村等村進出元朗墟的必經之路。
山貝河一帶是低窪地區，多次在大雨後河水氾濫發生水災，很多木屋居民受影響而流離失所，多次水災令政府決心於1963年落實元朗防洪工程計劃，將河道重建成一條大明渠（元朗大坑渠）和數條支渠。周邊土地隨即被平整，教育路於1960年代中通車。1970年代末，西漁涌北部的木屋區被平整發展住宅區，新街道獲命名為西菁街和西裕街。
現時，在西漁涌南部近馬田壆附近有多間寮屋仍以西漁涌作地址，馬田橋和一小段原山貝河天然河道仍被保留。即使附近地段大多已建成村屋屋苑，西漁涌路的原走線仍沒有改變。

## 主要建築和地點

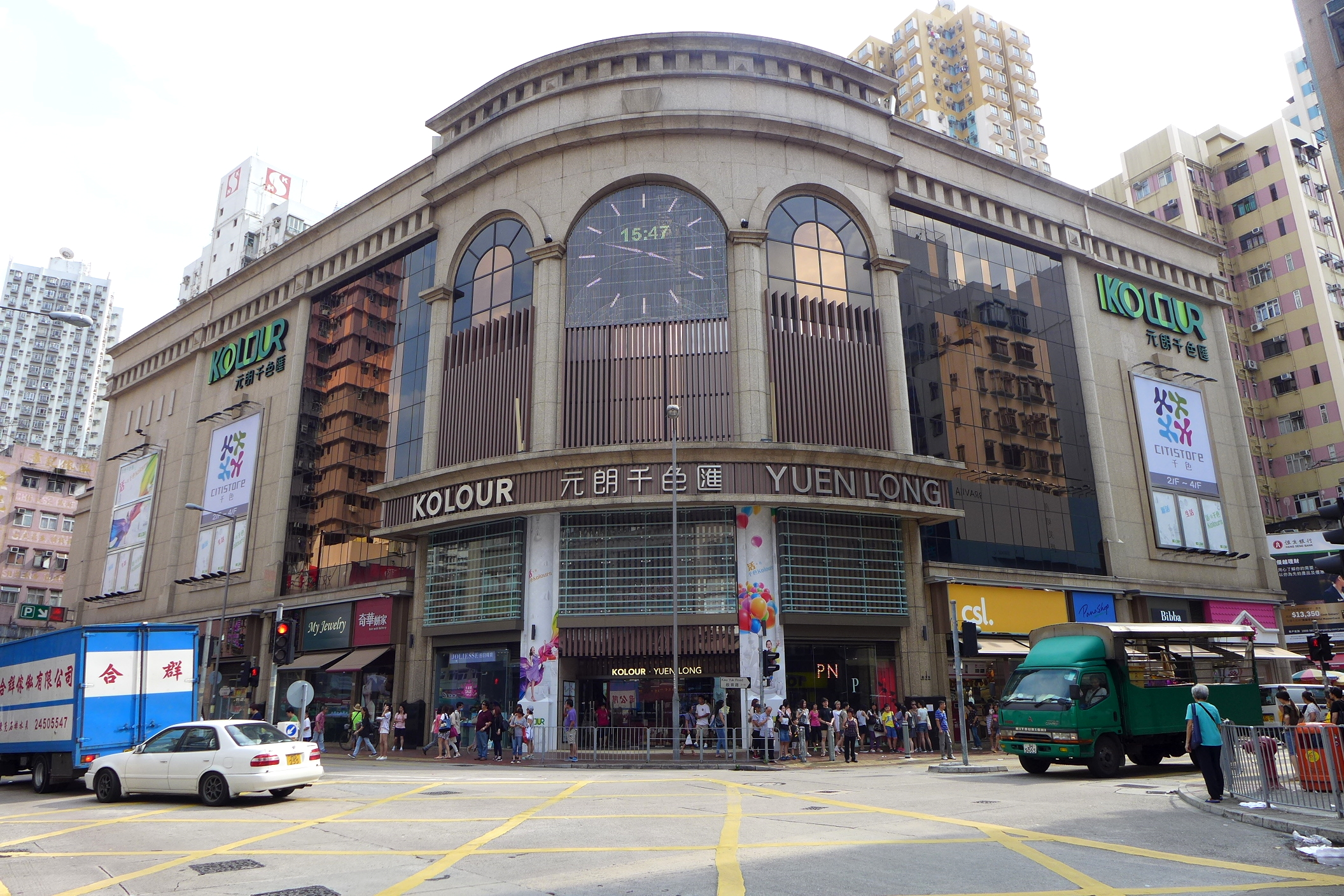
元朗千色匯原址曾是西漁涌的村口

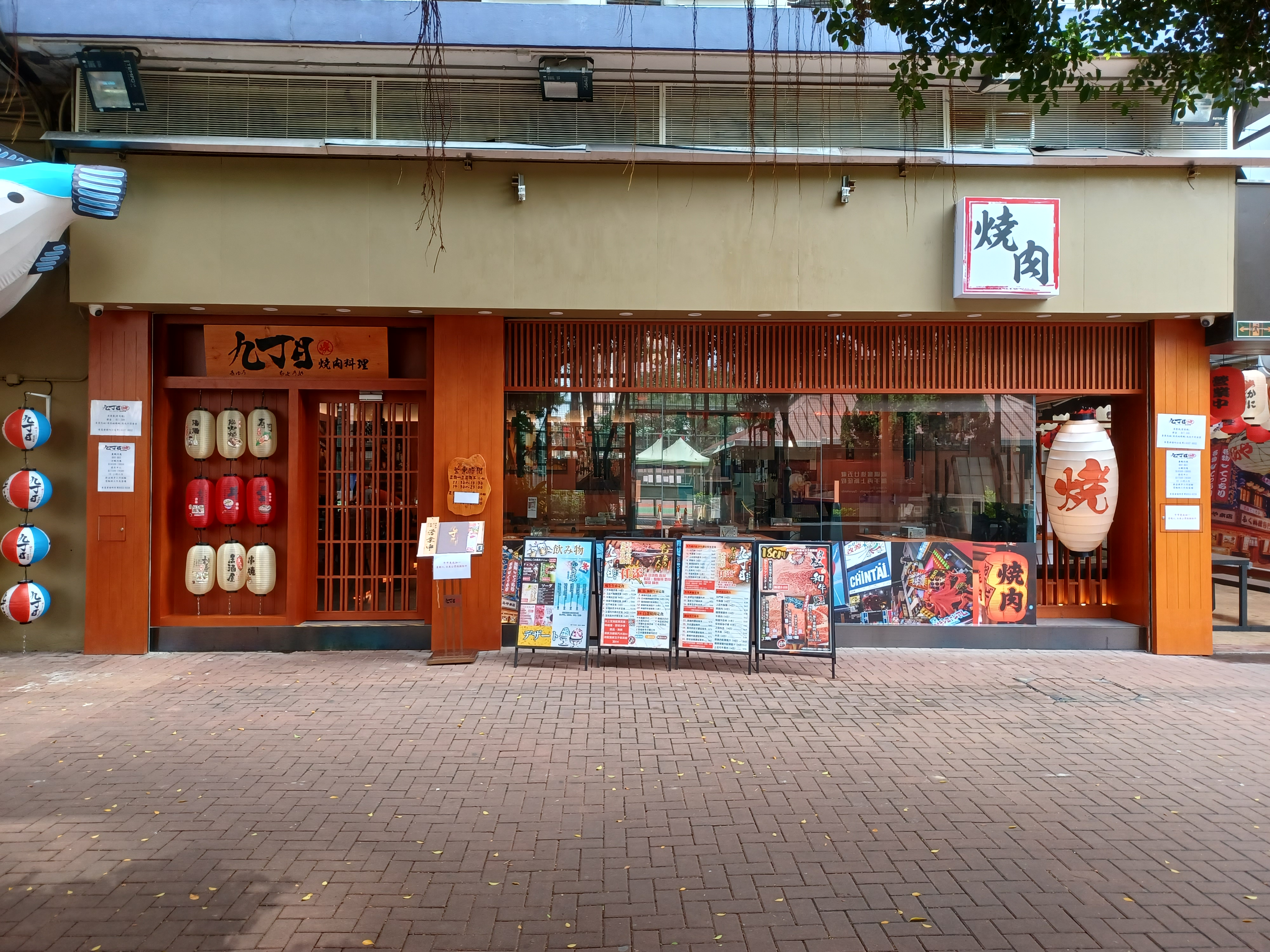
好順泰大廈九丁目燒肉料理

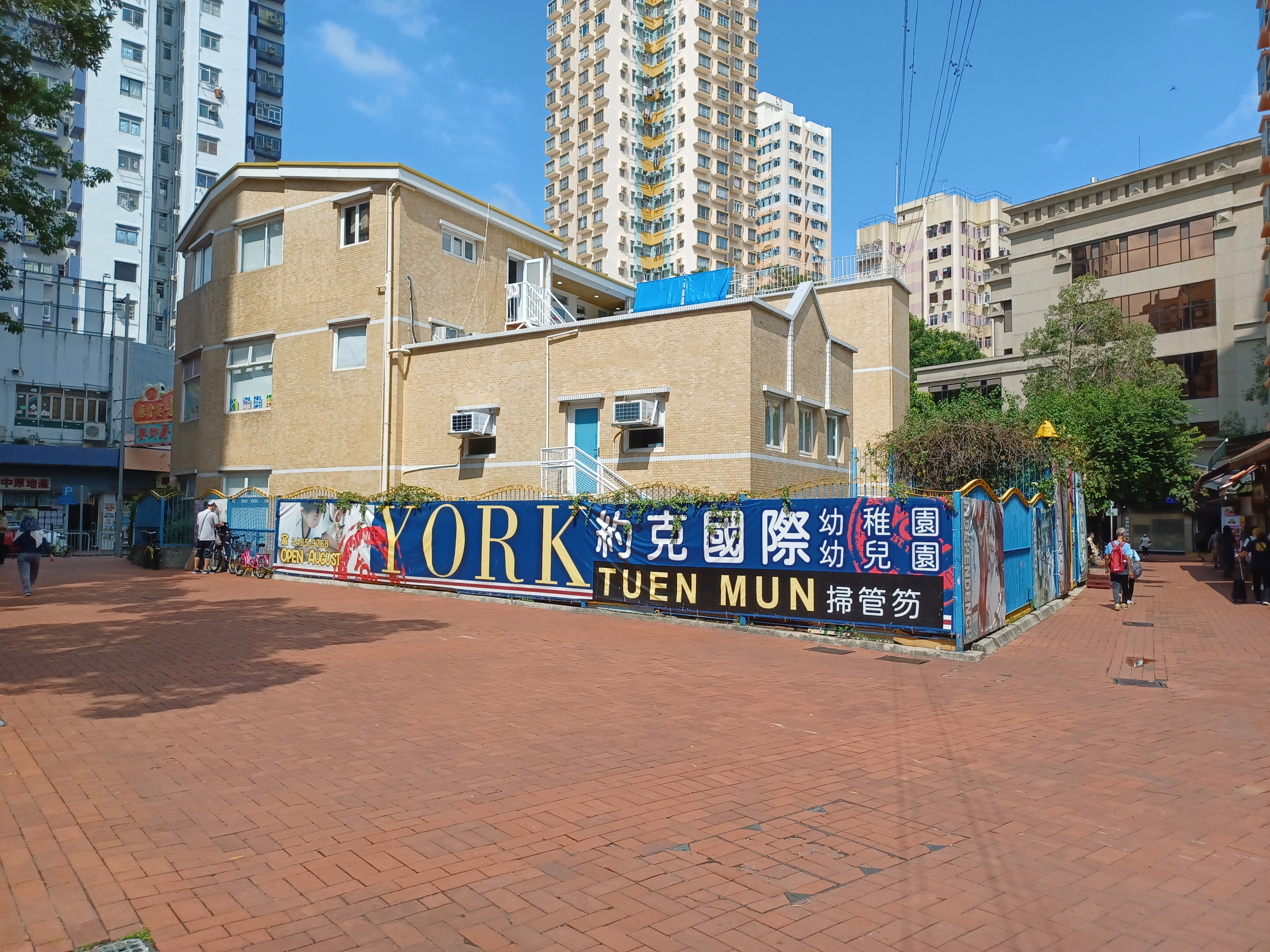
萊恩英文幼稚園

- 西菁街
- 西裕街
- 元朗千色匯（前身為東莞學校）
- 嘉城廣場
- 富達廣場
- 好順泰大廈
- 富盛大廈
- 明愛元朗陳震夏中學
- 萊恩英文幼稚園（前身為培菁幼稚園）
- 容鳳書健康中心
- 振華花園第三期
- 麗昌花園
- 菁裕臺